# باشگاه فوتبال کوریتیان هارتلی
باشگاه فوتبال کوریتیان هارتلی (به انگلیسی: Corinthian Football Club) یک باشگاه فوتبال در شهر هارتلی، کنت، کشور انگلستان است که در سال ۱۹۷۲ میلادی تأسیس شده‌است.